# تحیه کاریوکا
تحیه کاریوکا (عربی مصری: تحية كاريوكا؛ ۲۲ فوریهٔ ۱۹۱۹ – ۲۰ سپتامبر ۱۹۹۹) هنرپیشه و رقصنده اهل مصر بود.
از فیلم‌ها یا برنامه‌های تلویزیونی که وی در آن نقش داشته‌است می‌توان به وداع بناپارت اشاره کرد.

## زندگی شخصی
تحیه کاریوکا همراه با دوستش علیه الجعار یک بار به حج و عمره رفت.